# EBSA-Snookereuropameisterschaft
Die EBSA-Snookereuropameisterschaft ist ein Snookerturnier, das von der European Billiards and Snooker Association (EBSA) ausgetragen wird.

## Geschichte

### Herrenturnier
Erstmals ausgetragen wurde das Turnier 1988. Seit 1993 findet es jährlich statt.
Teilnahmeberechtigt sind nur Spieler, die nicht gleichzeitig auf der World Snooker Tour spielen. Bevor es eine Teilnehmerbegrenzung auf der Profitour gab, waren entsprechend nur Spieler unterhalb einer gewissen Platzierung in der Snookerweltrangliste teilnahmeberechtigt. Der Sieg bei der EM ist zugleich seit einiger Zeit eine von mehreren Möglichkeiten sich für die Main Tour zu qualifizieren.
Jüngster Sieger aller Zeiten ist der Belgier Luca Brecel, der 2010 im Alter von 15 Jahren gewann. Vier Spieler gewannen das Turnier zweimal (Björn Haneveer, David John, Alex Borg und Robin Hull).
Sieger
| Jahr | Austragungsort      | Sieger            | Ergebnis | Finalist              | Halbfinalisten 1        |
| ---- | ------------------- | ----------------- | -------- | --------------------- | ----------------------- |
| 1988 | Scheveningen        | Stefan Mazrocis   | 11:7     | Paul Mifsud           | Johnny Kemp             |
| 1988 | Scheveningen        | Stefan Mazrocis   | 11:7     | Paul Mifsud           | Damien McKiernan        |
| 1993 | Helsinki            | Neil Mosley       | 8:6      | Robin Hull            | Mike Colquitt           |
| 1993 | Helsinki            | Neil Mosley       | 8:6      | Robin Hull            | David Bell              |
| 1994 | Budapest            | Danny Lathouwers  | 8:2      | Stefan van der Borght | Andy Sharpe             |
| 1994 | Budapest            | Danny Lathouwers  | 8:2      | Stefan van der Borght | Jóhannes R. Jóhannesson |
| 1995 | Banbridge           | David Lilley      | 8:7      | David Gray            | Julian Logue            |
| 1995 | Banbridge           | David Lilley      | 8:7      | David Gray            | Paddy Doherty           |
| 1996 | Antwerpen           | Graham Horne      | 8:5      | Kristján Helgason     | Steve Lemmens           |
| 1996 | Antwerpen           | Graham Horne      | 8:5      | Kristján Helgason     | Björn Haneveer          |
| 1997 | Biarritz            | Robin Hull        | 7:3      | Kristján Helgason     | Graham Horne            |
| 1997 | Biarritz            | Robin Hull        | 7:3      | Kristján Helgason     | Alex Borg               |
| 1998 | Helsinki            | Kristján Helgason | 7:2      | Alex Borg             | Mark Esdale             |
| 1998 | Helsinki            | Kristján Helgason | 7:2      | Alex Borg             | Björn Haneveer          |
| 1999 | Enschede            | Björn Haneveer    | 7:0      | David Bell            | David Lilley            |
| 1999 | Enschede            | Björn Haneveer    | 7:0      | David Bell            | Karan Chand             |
| 2000 | Stirling            | Craig Butler      | 7:3      | Björn Haneveer        | Steven Bennie           |
| 2000 | Stirling            | Craig Butler      | 7:3      | Björn Haneveer        | Jason Watson            |
| 2001 | Riga                | Björn Haneveer    | 7:6      | Kurt Maflin           | Reind Duut              |
| 2001 | Riga                | Björn Haneveer    | 7:6      | Kurt Maflin           | Johan Oenema            |
| 2002 | Kalisz              | David John        | 7:2      | David McLellan        | Martin Gould            |
| 2002 | Kalisz              | David John        | 7:2      | David McLellan        | Simon Zammit            |
| 2003 | Bad Wildungen       | David John        | 7:3      | Andrew Pagett         | Björn Haneveer          |
| 2003 | Bad Wildungen       | David John        | 7:3      | Andrew Pagett         | Alex Borg               |
| 2004 | Völkermarkt         | Mark Allen        | 7:6      | Alex Borg             | Stefan Mazrocis         |
| 2004 | Völkermarkt         | Mark Allen        | 7:6      | Alex Borg             | Dermot McGlinchey       |
| 2005 | Ostrów Wielkopolski | Alex Borg         | 7:2      | Kristján Helgason     | David Morris            |
| 2005 | Ostrów Wielkopolski | Alex Borg         | 7:2      | Kristján Helgason     | Mark Allen              |
| 2006 | Constanța           | Alex Borg         | 7:5      | Jeff Cundy            | Kurt Maflin             |
| 2006 | Constanța           | Alex Borg         | 7:5      | Jeff Cundy            | Lasse Münstermann       |
| 2007 | Carlow              | Kevin Van Hove    | 7:2      | Rodney Goggins        | Vincent Muldoon         |
| 2007 | Carlow              | Kevin Van Hove    | 7:2      | Rodney Goggins        | Björn Haneveer          |
| 2008 | Lublin              | David Grace       | 7:6      | Craig Steadman        | Andrew Pagett           |
| 2008 | Lublin              | David Grace       | 7:6      | Craig Steadman        | Darren Morgan           |
| 2009 | Duffel              | David Hogan       | 7:4      | Mario Fernandez       | Sascha Lippe            |
| 2009 | Duffel              | David Hogan       | 7:4      | Mario Fernandez       | Brendan O’Donoghue      |
| 2010 | Bukarest            | Luca Brecel       | 7:4      | Roy Stolk             | Kristján Helgason       |
| 2010 | Bukarest            | Luca Brecel       | 7:4      | Roy Stolk             | Roey Fernandez          |
| 2011 | Sofia               | Daniel Wells      | 7:4      | Vincent Muldoon       | Lee Walker              |
| 2011 | Sofia               | Daniel Wells      | 7:4      | Vincent Muldoon       | Martin O’Donnell        |
| 2012 | Daugavpils          | Scott Donaldson   | 7:3      | Brendan O’Donoghue    | Rodney Goggins          |
| 2012 | Daugavpils          | Scott Donaldson   | 7:3      | Brendan O’Donoghue    | James McBain            |
| 2013 | Zielona Góra        | Robin Hull        | 7:2      | Gareth Allen          | John Whitty             |
| 2013 | Zielona Góra        | Robin Hull        | 7:2      | Gareth Allen          | Roy Stolk               |
| 2014 | Sofia               | Mitchell Mann     | 7:2      | John Whitty           | Duane Jones             |
| 2014 | Sofia               | Mitchell Mann     | 7:2      | John Whitty           | Nick Jennings           |
| 2015 | Prag                | Michael Wild      | 7:4      | Jamie Rhys Clarke     | Lukas Kleckers          |
| 2015 | Prag                | Michael Wild      | 7:4      | Jamie Rhys Clarke     | Andres Petrov           |
| 2016 | Breslau             | Jak Jones         | 7:4      | Jamie Rhys Clarke     | Andres Petrov           |
| 2016 | Breslau             | Jak Jones         | 7:4      | Jamie Rhys Clarke     | Rhydian Richards        |
| 2017 | Nikosia             | Chris Totten      | 7:3      | Andres Petrov         | Jamie Rhys Clarke       |
| 2017 | Nikosia             | Chris Totten      | 7:3      | Andres Petrov         | Andrew Pagett           |
| 2018 | Sofia               | Harvey Chandler   | 7:2      | Jordan Brown          | Fraser Patrick          |
| 2018 | Sofia               | Harvey Chandler   | 7:2      | Jordan Brown          | Brendan O’Donoghue      |
| 2019 | Eilat               | Kacper Filipiak   | 5:4      | David Lilley          | Greg Casey              |
| 2019 | Eilat               | Kacper Filipiak   | 5:4      | David Lilley          | Shachar Ruberg          |
| 2020 | Albufeira           | Andrew Pagett     | 5:2      | Heikki Niva           | Ross Muir               |
| 2020 | Albufeira           | Andrew Pagett     | 5:2      | Heikki Niva           | Kevin Hanssens          |
| 2021 | Albufeira           | Oliver Brown      | 5:4      | Iwan Kakowski         | Darren Morgan           |
| 2021 | Albufeira           | Oliver Brown      | 5:4      | Iwan Kakowski         | Sean O’Sullivan         |
| 2022 | Shëngjin            | Andres Petrov     | 5:3      | Ben Mertens           | Umut Dikme              |
| 2022 | Shëngjin            | Andres Petrov     | 5:3      | Ben Mertens           | Florian Nüßle           |
| 2023 | San Pawl il-Baħar   | Ross Muir         | 5:1      | Michael Collumb       | Robin Hull              |
| 2023 | San Pawl il-Baħar   | Ross Muir         | 5:1      | Michael Collumb       | Ross Bulman             |
| 2024 | Sarajevo            | Robbie McGuigan   | 5:4      | Craig Steadman        | Florian Nüßle           |
| 2024 | Sarajevo            | Robbie McGuigan   | 5:4      | Craig Steadman        | Brian Cini              |
| 2025 | Antalya             | Liam Highfield    | 5:0      | Michał Szubarczyk     | Dylan Emery             |
| 2025 | Antalya             | Liam Highfield    | 5:0      | Michał Szubarczyk     | Harvey Chandler         |

### Damenturnier
Seit 1996 werden parallel zur Herreneuropameisterschaft am selben Veranstaltungsort auch die Europameisterschaften der Damen ausgespielt. Da es nur ganz wenige Spielerinnen bislang auf die Snooker Main Tour geschafft haben, gibt es keine Teilnahmebeschränkungen für Profispielerinnen.
Bis 2003 dominierte die Engländerin Kelly Fisher das Snooker der Frauen. Sie ist fünfmalige Weltmeisterin und gewann sieben der ersten acht Europameisterschaften. Abgelöst wurde sie 2004 von der Belgierin Wendy Jans, die bereits ab 1999 ihre ständige Finalgegnerin gewesen war. Wendy Jans ist Rekordeuropameisterin und gewann von 2004 bis 2022 vierzehn Titel.
Siegerinnen
| Jahr | Austragungsort      | Siegerin          | Ergebnis | Finalistin              | Halbfinalistinnen 2     |
| ---- | ------------------- | ----------------- | -------- | ----------------------- | ----------------------- |
| 1996 | Antwerpen           | Kelly Fisher      | 6:3      | Karen Corr              | Esther Polderman        |
| 1996 | Antwerpen           | Kelly Fisher      | 6:3      | Karen Corr              | Anita Rizzuti           |
| 1997 | Biarritz            | Kelly Fisher      | 5:3      | Kim Shaw                | Anika Nagy              |
| 1997 | Biarritz            | Kelly Fisher      | 5:3      | Kim Shaw                | Valerie Van Belinghen   |
| 1998 | Helsinki            | Karen Corr        | 5:2      | Kelly Fisher            | Kim Shaw                |
| 1998 | Helsinki            | Karen Corr        | 5:2      | Kelly Fisher            | Lisa Quick              |
| 1999 | Enschede            | Kelly Fisher      | 5:2      | Wendy Jans              | Kim Shaw                |
| 1999 | Enschede            | Kelly Fisher      | 5:2      | Wendy Jans              | Karin van der Made      |
| 2000 | Stirling            | Kelly Fisher      | 5:0      | Wendy Jans              | Julie Gillespie         |
| 2000 | Stirling            | Kelly Fisher      | 5:0      | Wendy Jans              | Valerie Van Belinghen   |
| 2001 | Riga                | Kelly Fisher      | 5:3      | Wendy Jans              | Anita Rizzutti          |
| 2001 | Riga                | Kelly Fisher      | 5:3      | Wendy Jans              | Rosanna Lo-A-Tjong      |
| 2002 | Kalisz              | Kelly Fisher      | 5:0      | Wendy Jans              | Natascha Niermann       |
| 2002 | Kalisz              | Kelly Fisher      | 5:0      | Wendy Jans              | Ann McMahon             |
| 2003 | Bad Wildungen       | Kelly Fisher      | 5:4      | Wendy Jans              | Val Finnie              |
| 2003 | Bad Wildungen       | Kelly Fisher      | 5:4      | Wendy Jans              | Natascha Niermann       |
| 2004 | Völkermarkt         | Wendy Jans        | 5:3      | Reanne Evans            | Valerie Van Belinghen   |
| 2004 | Völkermarkt         | Wendy Jans        | 5:3      | Reanne Evans            | Katie Henrick           |
| 2005 | Ostrów Wielkopolski | Wendy Jans        | 5:3      | Katie Henrick           | Michelle Sherwin        |
| 2005 | Ostrów Wielkopolski | Wendy Jans        | 5:3      | Katie Henrick           | Reanne Evans            |
| 2006 | Constanța           | Wendy Jans        | 5:0      | Isabelle Jonckheere     | Rosanna Lo-A-Tjong      |
| 2006 | Constanța           | Wendy Jans        | 5:0      | Isabelle Jonckheere     | Hanna Mergies           |
| 2007 | Carlow              | Reanne Evans      | 5:2      | Wendy Jans              | Michelle Sherwin        |
| 2007 | Carlow              | Reanne Evans      | 5:2      | Wendy Jans              | Anna Maschirina         |
| 2008 | Lublin              | Reanne Evans      | 5:3      | Emma Bonney             | Michelle Sherwin        |
| 2008 | Lublin              | Reanne Evans      | 5:3      | Emma Bonney             | Isabelle Jonckheere     |
| 2009 | Duffel              | Wendy Jans        | 5:0      | Anna Maschirina         | Cathy Dehaene           |
| 2009 | Duffel              | Wendy Jans        | 5:0      | Anna Maschirina         | Inese Lukashevska       |
| 2010 | Bukarest            | Wendy Jans        | 5:3      | Diana Stateczny         | Anna Maschirina         |
| 2010 | Bukarest            | Wendy Jans        | 5:3      | Diana Stateczny         | Natascha Niermann       |
| 2011 | Sofia               | Wendy Jans        | 5:1      | Tatjana Vasiļjeva       | Christelle Pedat        |
| 2011 | Sofia               | Wendy Jans        | 5:1      | Tatjana Vasiļjeva       | Roberta Cutajar         |
| 2012 | Daugavpils          | Tatjana Vasiļjeva | 5:4      | Wendy Jans              | Ewa Pawińska            |
| 2012 | Daugavpils          | Tatjana Vasiļjeva | 5:4      | Wendy Jans              | Anna Prisjažņuka        |
| 2013 | Zielona Góra        | Wendy Jans        | 5:1      | Anastassija Netschajewa | Tatjana Vasiļjeva       |
| 2013 | Zielona Góra        | Wendy Jans        | 5:1      | Anastassija Netschajewa | Darja Sirotina          |
| 2014 | Sofia               | Wendy Jans        | 5:0      | Anastassija Netschajewa | Diana Stateczny         |
| 2014 | Sofia               | Wendy Jans        | 5:0      | Anastassija Netschajewa | Darja Sirotina          |
| 2015 | Prag                | Wendy Jans        | 5:0      | Darja Sirotina          | Anastassija Netschajewa |
| 2015 | Prag                | Wendy Jans        | 5:0      | Darja Sirotina          | Tatjana Vasiļjeva       |
| 2016 | Vilnius             | Wendy Jans        | 5:4      | Darja Sirotina          | Anastassija Netschajewa |
| 2016 | Vilnius             | Wendy Jans        | 5:4      | Darja Sirotina          | Michelle Sherwin        |
| 2017 | Shëngjin            | Wendy Jans        | 5:1      | Anna Prisjažņuka        | Darja Sirotina          |
| 2017 | Shëngjin            | Wendy Jans        | 5:1      | Anna Prisjažņuka        | Jana Halliday           |
| 2018 | Bukarest            | Wendy Jans        | 4:0      | Cathy Dehaene           | Anastassija Netschajewa |
| 2018 | Bukarest            | Wendy Jans        | 4:0      | Cathy Dehaene           | Jana Halliday           |
| 2019 | Belgrad             | Diana Stateczny   | 4:2      | Anastassija Netschajewa | Linda Erben             |
| 2019 | Belgrad             | Diana Stateczny   | 4:2      | Anastassija Netschajewa | Anna Prisjažņuka        |
| 2021 | Albufeira           | Wendy Jans        | 4:1      | Jamie Hunter            | Izabela Łącka           |
| 2021 | Albufeira           | Wendy Jans        | 4:1      | Jamie Hunter            | Anastassija Netschajewa |
| 2022 | Shëngjin            | Wendy Jans        | 4:1      | Diana Stateczny         | Dalia Alska             |
| 2022 | Shëngjin            | Wendy Jans        | 4:1      | Diana Stateczny         | Anna Prisjažņuka        |
| 2023 | Albena              | Anna Prisjažņuka  | 4:3      | Wendy Jans              | Izabela Łącka           |
| 2023 | Albena              | Anna Prisjažņuka  | 4:3      | Wendy Jans              | Dalia Alska             |
| 2024 | Albufeira           | Rebecca Kenna     | 4:1      | Anna Prisjažņuka        | Diana Stateczny         |
| 2024 | Albufeira           | Rebecca Kenna     | 4:1      | Anna Prisjažņuka        | Tessa Davidson          |